# 沃爾夫伯勒 (新罕布什爾州)
沃爾夫伯勒（英語：Wolfeboro）是一個位於美國新罕布什爾州卡羅爾縣的鎮。

## 人口
根據2020年美國人口普查的數據，沃爾夫伯勒的面積為151.40平方千米，當中陸地面積為124.20平方千米，而水域面積為27.20平方千米。當地共有人口6416人，而人口密度為每平方千米42人。